# Josef Suter-Wyrsch
Josef Suter-Wyrsch (* 13. Februar 1890 in Baden; † 25. Oktober 1975 in Luzern, heimatberechtigt in Baden) war ein Schweizer Politiker (Katholisch-Konservative).

## Biografie
Josef Suter wuchs in der Badener Altstadt als Sohn der Kolonialwarenhändler Damian und Maria Suter auf. Nach seinem Studium der Rechte und der Promotion eröffnete er in seiner Heimatstadt eine Kanzlei und wirkte als Anwalt und Notar. Über die Rechnungskommission der Ortsbürgergemeinde fand Suter-Wyrsch den Weg in die Badener Lokalpolitik. 1929 wurde er in den Stadtrat und auch gleich zum Vizeammann gewählt, beide Ämter behielt er bis zu seinem altersbedingten Rücktritt 1961 bei. In der lokalen Wirtschaft engagierte er sich von 1927 bis 1966 als Verwaltungsrat der Gewerbebank Baden und 1931 als Mitgründer der Buchdruckerei Baden AG, welche das Aargauer Volksblatt herausgab (1931 bis 1939 als Verwaltungsrat und 1961 bis 1969 als dessen Präsident). Zudem engagierte er sich als Präsident der konservativ-christlichsozialen Bezirkspartei sowie der Stadtmusik Baden. Auch in der katholischen Stadtpfarrei wirkte Suter-Wyrsch in den sozialen Institutionen Rotturm-Verein und Josefsheim mit.

## Familie
1923 heiratete Josef Suter Pia Wyrsch aus Wettingen, Tochter des katholisch-konservativen Politikers Alfred Wyrsch. Das Ehepaar hatte drei Kinder.